# Paris Berelc
Paris Berelc (* 28. Dezember 1998 in Milwaukee, Wisconsin) ist eine US-amerikanische Schauspielerin, Turnerin und Model. Bekannt wurde sie durch ihre Rolle als Skylar Storm in der Fernsehserie Mighty Med – Wir heilen Helden bei Disney XD.

## Karriere
Berelc wurde im Alter von neun Jahren von der amerikanischen Modelagentur Ford Models entdeckt und tauchte in Anzeigen u. a. von Kohl’s, Boston Store, Sears and Kmart auf. Im Jahre 2010 nahm Paris ihren ersten Schauspielunterricht an der Schauspielschule in Chicago. Zwei Jahre danach ging sie mit ihren Eltern nach Los Angeles. Dort versuchte sie dann die Schauspielerei zu ihrem Beruf zu machen.
Von 2013 bis 2015 wirkte Berelc in der Disney-Action-Sitcom Mighty Med – Wir heilen Helden mit. In der Show spielte sie eine der fünf Hauptrollen, neben Bradley Steven Perry (Kaz), Jake Short (Oliver), Augie Isaac (Gus) und Devan Leos (Alan). Im Frühjahr 2015 wurde sie im Film Überraschend unsichtbar  in der Rolle von Molly durch ihre jüngere Schwester Cleo (Rowan Blanchard) unsichtbar gemacht.

## Privatleben
Paris ist in einem Vorort von Milwaukee, Wisconsin aufgewachsen und ist von französisch-kanadischem, europäischem und philippinischem Hintergrund. Sie begann das Tanzen im Alter von vier Jahren. Zum Schluss war Berelc eine Stufe-10-Turnerin. Paris lebte in Kalifornien mit ihren Eltern und drei jüngeren Schwestern. Im Juni 2020 in einem Interview mit Entertainment Tonight gab sie bekannt, dass sie mit ihrem Freund und Schauspieler Jack Griffo zusammengezogen ist.

## Filmografie (Auswahl)
- 2004: Health Corner
- 2013–2015: Mighty Med – Wir heilen Helden (Mighty Med, Fernsehserie, 44 Episoden)
- 2014: Just Kidding (Fernsehserie, 2 Episoden)
- 2015: Überraschend unsichtbar (Invisible Sister, Fernsehfilm)
- 2016: WTH: Welcome to Howler (Fernsehserie, 6 Episoden)
- 2016: S3 – Gemeinsam stärker (Lab Rats: Elite Force, Fernsehserie, 16 Episoden)
- 2018: #SquadGoals
- 2018: The Thundermans (Fernsehserie, Episode 4x28 The Thundredt)
- 2018–2020: Alexa und Katie (Fernsehserie, 39 Episoden)
- 2019: Wie Jodi über sich hinauswuchs (Tall Girl)
- 2019: Confessional
- 2020: Hubie Halloween
- 2021: The Crew (Fernsehserie, 5 Episoden)
- 2021: Robot Chicken (Fernsehserie, Episode 11x02 May Cause Immaculate Conception, Sprechrolle)
- 2022: 1Up
- 2022: Do Revenge
- 2023: Pretty Stoned